# اسماعیل (فیلم)
اسماعیل (اسپانیایی: Ismael‎) یک فیلم درام اسپانیایی به کارگردانی مارسلو پینییرو است که در سال ۲۰۱۳ منتشر شد.

## گزیدهٔ بازیگران
- بلن روئدا
- ماریو کاساس
- سرژی لوپس
- خوان دیه‌گو بوتو
- میکل ایگلسیاس